# (100052) 1991 VP5
(100052) 1991 VP5 es un asteroide perteneciente al cinturón de asteroides, descubierto el 7 de noviembre de 1991 por Carolyn Shoemaker desde el Observatorio del Monte Palomar, Estados Unidos.